# Empfänger (Information)
Ein Empfänger (auch Adressat oder Rezipient, von englisch recipient) ist im informationstheoretischen Sinn eines Sender-Empfänger-Modells eine Person oder Institution, die eine Nachricht oder eine andere Information durch ein Medium vom Absender (Adressant) übermittelt bekommt.

## Allgemeines
Absender und Empfänger können sich am selben Ort befinden und dann direkte Kommunikation miteinander betreiben (Gespräch, Verhandlung, Diskussion) oder beide sind außer Sicht- oder Rufweite. Dann benötigen sie zwecks Kommunikation ein Kommunikationsmittel für ihre Telekommunikation. Dabei ist zwischen asynchroner und synchroner Telekommunikation zu unterscheiden. Bei der asynchronen Telekommunikation werden die Nachrichten aufgezeichnet oder aufgeschrieben, mit zeitlicher Verzögerung zum Empfänger transportiert und erst dann (vielleicht) von ihm rezipiert (Brief, E-Mail, Telefax, Anrufbeantworter). Die synchrone Telekommunikation stellt eine wechselseitige Kommunikationsverbindung her, die Absender und Empfänger in direkten Kontakt bringt (Telefonie, Videokonferenz, Chatten). Sender und Empfänger können im Verlauf einer synchronen Kommunikation ständig ihre Rollen wechseln – der Absender wird zum Empfänger und der Empfänger wird zum Absender.

## Kommunikation zwischen Absender und Empfänger
Der Absender verfügt bereits über die Information (er hat einen Informationsvorsprung: asymmetrische Information) und beabsichtigt deren Weitergabe an einen Empfänger. Der Absender benutzt zur Nachrichtenübermittlung ein bestimmtes Trägermedium (Sprache, Schrift), um die Information für den Empfänger transparent zu machen. Bei primären Medien ist zwischen Absender und Empfänger kein Gerät zwischengeschaltet, sekundäre Medien erfordern auf der Seite des Absenders technische Geräte, nicht jedoch beim Empfänger. Tertiäre Medien erfordern ein technisches Gerät sowohl beim Absender als auch beim Empfänger. Benötigt der Empfänger ein technisches Gerät (Telefon, Rundfunkempfangsgerät, Fernsehempfänger, Computer für E-Mails), muss er dieses für den Empfang der Information bedienen. 
Absender und Empfänger müssen bei der Informationsübermittlung aktiv sein. Während der Absender sich bemühen muss, eine adressatengerechte und angemessene Kommunikationsebene auszuwählen, muss der Empfänger die Information wahrnehmen (Hören, Lesen), möglicherweise dekodieren und gegebenenfalls verarbeiten. Werden Informationen vom Absender falsch kodiert oder vom Empfänger falsch dekodiert, liegt ein Missverständnis vor. Durch die Kommunikation vom Absender zum Empfänger werden bewertete Daten zur Information, mit der eine Erweiterung des Wissens beim Empfänger verbunden ist.